# Tour de France 2017
104. edycja wyścigu kolarskiego Tour de France odbywał się w dniach 1 – 23 lipca 2017 roku. Liczył dwadzieścia jeden etapów o łącznym dystansie 3540 km. Wyścig ten zaliczany był do rankingu światowego UCI World Tour 2017.

## Etapy[1]
| Etap | Data   | Start – Meta                               | type                       | Dystans (km) | Zwycięzca etapu      | Lider          |
| ---- | ------ | ------------------------------------------ | -------------------------- | ------------ | -------------------- | -------------- |
| 1    | 1 lip  | Düsseldorf – Düsseldorf                    | jazda indywidualna na czas | 14           | Geraint Thomas       | Geraint Thomas |
| 2    | 2 lip  | Düsseldorf – Liège                         | płaski                     | 203,5        | Marcel Kittel        | Geraint Thomas |
| 3    | 3 lip  | Verviers – Longwy                          | pagórkowaty                | 212,5        | Peter Sagan          | Geraint Thomas |
| 4    | 4 lip  | Mondorf-les-Bains – Vittel                 | płaski                     | 207,5        | Arnaud Démare        | Geraint Thomas |
| 5    | 5 lip  | Vittel – Planche des Belles Filles         | górzysty                   | 160,5        | Fabio Aru            | Chris Froome   |
| 6    | 6 lip  | Vesoul – Troyes                            | płaski                     | 216          | Marcel Kittel        | Chris Froome   |
| 7    | 7 lip  | Troyes – Nuits-Saint-Georges               | płaski                     | 213,5        | Marcel Kittel        | Chris Froome   |
| 8    | 8 lip  | Dole – Station des Rousses                 | górzysty                   | 187,5        | Lilian Calmejane     | Chris Froome   |
| 9    | 9 lip  | Nantua – Chambéry                          | górski                     | 181,5        | Rigoberto Urán       | Chris Froome   |
| 10   | 11 lip | Périgueux – Bergerac                       | płaski                     | 178          | Marcel Kittel        | Chris Froome   |
| 11   | 12 lip | Eymet – Pau                                | płaski                     | 203,5        | Marcel Kittel        | Chris Froome   |
| 12   | 13 lip | Pau – Peyragudes                           | górski                     | 214,5        | Romain Bardet        | Fabio Aru      |
| 13   | 14 lip | Saint-Girons – Foix                        | górski                     | 101          | Warren Barguil       | Fabio Aru      |
| 14   | 15 lip | Blagnac – Rodez                            | pagórkowaty                | 181,5        | Michael Matthews     | Chris Froome   |
| 15   | 16 lip | Laissac-Sévérac-l'Église – Le Puy-en-Velay | górzysty                   | 189,5        | Bauke Mollema        | Chris Froome   |
| 16   | 18 lip | Le Puy-en-Velay – Romans-sur-Isère         | pagórkowaty                | 165          | Michael Matthews     | Chris Froome   |
| 17   | 19 lip | La Mure – Serre Chevalier                  | górski                     | 183          | Primož Roglič        | Chris Froome   |
| 18   | 20 lip | Briançon – Col d'Izoard                    | górski                     | 179,5        | Warren Barguil       | Chris Froome   |
| 19   | 21 lip | Embrun – Salon-de-Provence                 | pagórkowaty                | 222,5        | Edvald Boasson Hagen | Chris Froome   |
| 20   | 22 lip | Marsylia – Marsylia                        | jazda indywidualna na czas | 22,5         | Maciej Bodnar        | Chris Froome   |
| 21   | 23 lip | Montgeron – Avenue des Champs-Élysées      | płaski                     | 103          | Dylan Groenewegen    | Chris Froome   |

## Uczestnicy
Na starcie tego wieloetapowego wyścigu stanęły 22 zawodowe ekipy, 18 drużyn jeżdżących w UCI World Tour 2017 i 4 profesjonalne zespoły zaproszone przez organizatorów z tzw. „dziką kartą”.
Lista drużyn uczestniczących w wyścigu:
| Numery  | Kod | Drużyna           |
| ------- | --- | ----------------- |
| 1-9     | SKY | Team Sky          |
| 11-19   | ALM | Ag2r-La Mondiale  |
| 21-29   | MOV | Movistar Team     |
| 31-39   | TFS | Trek-Segafredo    |
| 41-49   | BMC | BMC Racing Team   |
| 51-59   | AST | Astana Pro Team   |
| 61-69   | UAD | UAE Team Emirates |
| 71-79   | FDJ | FDJ               |
| 81-89   | ORS | Orica-Scott       |
| 91-99   | DDD | Dimension Data    |
| 101-109 | QST | Quick-Step Floors |

| Numery  | Kod | Drużyna              |
| ------- | --- | -------------------- |
| 111-119 | BOH | Bora-Hansgrohe       |
| 121-129 | KAT | Team Katusha-Alpecin |
| 131-139 | LTS | Lotto Soudal         |
| 141-149 | SUN | Team Sunweb          |
| 151-159 | COF | Cofidis              |
| 161-169 | TLJ | Team LottoNL-Jumbo   |
| 171-179 | DEN | Direct Énergie       |
| 181-189 | CDT | Cannondale-Drapac    |
| 191-199 | TBM | Bahrain-Merida       |
| 201-209 | WGG | Wanty-Groupe Gobert  |
| 211-219 | FTO | Team Fortuneo-Oscaro |

## Wyniki etapów

### Etap 1 – 01.07: Düsseldorf > Düsseldorf, 14 km
| Poz. | Zawodnik           | Zespół | Czas     |
| ---- | ------------------ | ------ | -------- |
| 1.   | Geraint Thomas     | SKY    | 16' 04"  |
| 2.   | Stefan Küng        | BMC    | + 5"     |
| 3.   | Wasil Kiryjenka    | SKY    | + 7"     |
|      |                    |        |          |
| 8.   | Michał Kwiatkowski | SKY    | + 15"    |
| 25.  | Maciej Bodnar      | BOH    | + 33"    |
| 54.  | Rafał Majka        | BOH    | + 49"    |
| 159. | Paweł Poljański    | BOH    | + 1' 32" |

| Poz. | Zawodnik           | Zespół | Czas     |
| ---- | ------------------ | ------ | -------- |
| 1.   | Geraint Thomas     | SKY    | 16' 04"  |
| 2.   | Stefan Küng        | BMC    | + 5"     |
| 3.   | Wasil Kiryjenka    | SKY    | + 7"     |
|      |                    |        |          |
| 8.   | Michał Kwiatkowski | SKY    | + 15"    |
| 25.  | Maciej Bodnar      | BOH    | + 33"    |
| 54.  | Rafał Majka        | BOH    | + 49"    |
| 159. | Paweł Poljański    | BOH    | + 1' 32" |

### Etap 2 – 02.07: Düsseldorf > Liège, 203,5 km
| Poz. | Zawodnik           | Zespół | Czas       |
| ---- | ------------------ | ------ | ---------- |
| 1.   | Marcel Kittel      | QST    | 4h 37' 06" |
| 2.   | Arnaud Démare      | FDJ    | + 0"       |
| 3.   | André Greipel      | LTS    | + 0"       |
|      |                    |        |            |
| 32.  | Michał Kwiatkowski | SKY    | + 0"       |
| 57.  | Paweł Poljański    | BOH    | + 0"       |
| 58.  | Rafał Majka        | BOH    | + 0"       |
| 104. | Maciej Bodnar      | BOH    | + 0"       |

| Poz. | Zawodnik           | Zespół | Czas       |
| ---- | ------------------ | ------ | ---------- |
| 1.   | Geraint Thomas     | SKY    | 4h 53' 10" |
| 2.   | Stefan Küng        | BMC    | + 5"       |
| 3.   | Marcel Kittel      | QST    | + 6"       |
|      |                    |        |            |
| 8.   | Michał Kwiatkowski | SKY    | + 15"      |
| 23.  | Maciej Bodnar      | BOH    | + 33"      |
| 49.  | Rafał Majka        | BOH    | + 49"      |
| 133. | Paweł Poljański    | BOH    | + 1' 32"   |

### Etap 3 – 03.07: Verviers > Longwy, 212,5 km
| Poz. | Zawodnik           | Zespół | Czas       |
| ---- | ------------------ | ------ | ---------- |
| 1.   | Peter Sagan        | BOH    | 5h 07' 19" |
| 2.   | Michael Matthews   | SUN    | + 0"       |
| 3.   | Daniel Martin      | QST    | + 0"       |
|      |                    |        |            |
| 10.  | Rafał Majka        | BOH    | + 2"       |
| 42.  | Michał Kwiatkowski | SKY    | + 19"      |
| 89.  | Paweł Poljański    | BOH    | + 1' 49"   |
| 104. | Maciej Bodnar      | BOH    | + 2' 42"   |

| Poz. | Zawodnik           | Zespół | Czas        |
| ---- | ------------------ | ------ | ----------- |
| 1.   | Geraint Thomas     | \| SKY | 10h 00' 31" |
| 2.   | Chris Froome       | SKY    | + 12"       |
| 3.   | Michael Matthews   | SUN    | + 12"       |
|      |                    |        |             |
| 8.   | Michał Kwiatkowski | SKY    | + 32"       |
| 23.  | Rafał Majka        | BOH    | + 49"       |
| 103. | Paweł Poljański    | BOH    | + 3' 19"    |
| 106. | Maciej Bodnar      | BOH    | + 3' 23"    |

### Etap 4 – 04.07: Mondorf-les-Bains > Vittel, 207,5 km
| Poz. | Zawodnik           | Zespół | Czas        |
| ---- | ------------------ | ------ | ----------- |
| 1.   | Arnaud Démare      | FDJ    | 4 h 53' 54" |
| 2.   | Alexander Kristoff | KAT    | + 0"        |
| 3.   | André Greipel      | LTS    | + 0"        |
|      |                    |        |             |
| 29.  | Rafał Majka        | BOH    | + 0"        |
| 152. | Michał Kwiatkowski | SKY    | + 2' 15"    |
| 178. | Maciej Bodnar      | BOH    | + 3' 48"    |
| 185. | Paweł Poljański    | BOH    | + 3' 57"    |

| Poz. | Zawodnik           | Zespół | Czas        |
| ---- | ------------------ | ------ | ----------- |
| 1.   | Geraint Thomas     | SKY    | 10h 00' 31" |
| 2.   | Chris Froome       | SKY    | + 12"       |
| 3.   | Michael Matthews   | SUN    | + 12"       |
|      |                    |        |             |
| 7.   | Michał Kwiatkowski | SKY    | + 32"       |
| 23.  | Rafał Majka        | BOH    | + 49"       |
| 103. | Maciej Bodnar      | BOH    | + 3' 23"    |
| 155. | Paweł Poljański    | BOH    | + 7' 16"    |

### Etap 5 – 05.07: Vittel > Planche des Belles Filles, 160,5 km
| Poz. | Zawodnik           | Zespół | Czas       |
| ---- | ------------------ | ------ | ---------- |
| 1.   | Fabio Aru          | AST    | 3h 44' 06" |
| 2.   | Daniel Martin      | QST    | + 16"      |
| 3.   | Chris Froome       | SKY    | + 20"      |
|      |                    |        |            |
| 12.  | Rafał Majka        | BOH    | + 40"      |
| 29.  | Michał Kwiatkowski | SKY    | + 1' 52"   |
| 141. | Maciej Bodnar      | BOH    | + 13' 51"  |
| 156. | Paweł Poljański    | BOH    | + 15' 11"  |

| Poz. | Zawodnik           | Zespół | Czas        |
| ---- | ------------------ | ------ | ----------- |
| 1.   | Chris Froome       | SKY    | 18h 38' 59" |
| 2.   | Geraint Thomas     | SKY    | + 12"       |
| 3.   | Fabio Aru          | AST    | + 14"       |
|      |                    |        |             |
| 10.  | Rafał Majka        | BOH    | + 1' 01"    |
| 18.  | Michał Kwiatkowski | SKY    | + 1' 56"    |
| 123. | Maciej Bodnar      | BOH    | + 16' 46"   |
| 155. | Paweł Poljański    | BOH    | + 21' 59"   |

### Etap 6 – 06.07: Vesoul > Troyes, 216 km
| Poz. | Zawodnik           | Zespół | Czas       |
| ---- | ------------------ | ------ | ---------- |
| 1.   | Marcel Kittel      | QST    | 5h 05' 34" |
| 2.   | Arnaud Démare      | FDJ    | + 0"       |
| 3.   | André Greipel      | LTS    | + 0"       |
|      |                    |        |            |
| 20.  | Rafał Majka        | BOH    | + 0"       |
| 59.  | Paweł Poljański    | BOH    | + 0"       |
| 105. | Michał Kwiatkowski | SKY    | + 0"       |
| 112. | Maciej Bodnar      | BOH    | + 0"       |

| Poz. | Zawodnik           | Zespół | Czas        |
| ---- | ------------------ | ------ | ----------- |
| 1.   | Chris Froome       | SKY    | 23h 44' 33" |
| 2.   | Geraint Thomas     | SKY    | + 12"       |
| 3.   | Fabio Aru          | AST    | + 14"       |
|      |                    |        |             |
| 10.  | Rafał Majka        | BOH    | + 1' 01"    |
| 18.  | Michał Kwiatkowski | SKY    | + 1' 56"    |
| 108. | Maciej Bodnar      | BOH    | + 16' 46"   |
| 130. | Paweł Poljański    | BOH    | + 21' 59"   |

### Etap 7 – 07.07: Troyes > Nuits-Saint-Georges, 213,5 km
| Poz. | Zawodnik             | Zespół | Czas       |  |
| ---- | -------------------- | ------ | ---------- |  |
| 1.   | Marcel Kittel        | QST    | 5h 03' 18" |  |
| 2.   | Edvald Boasson Hagen | DDD    | + 0"       |  |
| 3.   | Michael Matthews     | SUN    | + 0"       |  |
|      |                      |        |            |  |
| 56.  | Paweł Poljański      | BOH    | + 0"       |  |
| 65.  | Maciej Bodnar        | BOH    | + 0"       |  |
| 69.  | Rafał Majka          | BOH    | + 0"       |  |
| 112. | Michał Kwiatkowski   | SKY    | + 0"       |  |

| Poz. | Zawodnik           | Zespół | Czas        |
| ---- | ------------------ | ------ | ----------- |
| 1.   | Chris Froome       | SKY    | 28h 47' 50" |
| 2.   | Geraint Thomas     | SKY    | + 12"       |
| 3.   | Fabio Aru          | AST    | + 14"       |
|      |                    |        |             |
| 10.  | Rafał Majka        | BOH    | + 1' 01"    |
| 18.  | Michał Kwiatkowski | SKY    | + 1' 56"    |
| 108. | Maciej Bodnar      | BOH    | + 16' 46"   |
| 130. | Paweł Poljański    | BOH    | + 21' 59"   |

### Etap 8 – 08.07: Dole > Station des Rousses, 187,5 km
| Poz. | Zawodnik           | Zespół | Czas       |
| ---- | ------------------ | ------ | ---------- |
| 1.   | Lilian Calmejane   | DEN    | 4h 30' 29" |
| 2.   | Robert Gesink      | TLJ    | + 37"      |
| 3.   | Guillaume Martin   | WGG    | + 50"      |
|      |                    |        |            |
| 8.   | Rafał Majka        | BOH    | + 50"      |
| 41.  | Paweł Poljański    | BOH    | + 56"      |
| 89.  | Michał Kwiatkowski | SKY    | + 20' 56”  |
| 119. | Maciej Bodnar      | BOH    | + 20' 56"  |

| Poz. | Zawodnik           | Zespół | Czas        |
| ---- | ------------------ | ------ | ----------- |
| 1.   | Chris Froome       | SKY    | 33h 19' 10" |
| 2.   | Geraint Thomas     | SKY    | + 12"       |
| 3.   | Fabio Aru          | AST    | + 14"       |
|      |                    |        |             |
| 10.  | Rafał Majka        | BOH    | + 1' 01"    |
| 61.  | Michał Kwiatkowski | SKY    | + 22' 02"   |
| 62.  | Paweł Poljański    | BOH    | + 22' 05"   |
| 103. | Maciej Bodnar      | BOH    | + 36' 52"   |

### Etap 9 – 09.07: Nantua > Chambéry, 181,5 km
| Poz. | Zawodnik           | Zespół | Czas       |
| ---- | ------------------ | ------ | ---------- |
| 1.   | Rigoberto Urán     | CDT    | 5h 07' 22" |
| 2.   | Warren Barguil     | SUN    | + 0"       |
| 3.   | Chris Froome       | SKY    | + 0"       |
|      |                    |        |            |
| 102. | Paweł Poljański    | BOH    | + 27' 10"  |
| 136. | Michał Kwiatkowski | SKY    | + 36' 21"  |
| 137. | Rafał Majka        | BOH    | + 36' 21"  |
| 157. | Maciej Bodnar      | BOH    | + 37' 26"  |

| Poz. | Zawodnik           | Zespół | Czas         |
| ---- | ------------------ | ------ | ------------ |
| 1.   | Chris Froome       | SKY    | 38h 26' 28"  |
| 2.   | Fabio Aru          | AST    | + 18"        |
| 3.   | Romain Bardet      | ALM    | + 51"        |
|      |                    |        |              |
| 43.  | Rafał Majka        | BOH    | + 37' 26"    |
| 59.  | Paweł Poljański    | BOH    | + 49' 19"    |
| 80.  | Michał Kwiatkowski | SKY    | + 58' 27"    |
| 122. | Maciej Bodnar      | BOH    | + 1h 14' 22" |

### Etap 10 – 11.07: Périgueux > Bergerac, 178 km
| Poz. | Zawodnik           | Zespół | Czas       |
| ---- | ------------------ | ------ | ---------- |
| 1.   | Marcel Kittel      | QST    | 4h 01' 00" |
| 2.   | John Degenkolb     | TFS    | + 0"       |
| 3.   | Dylan Groenewegen  | TLJ    | + 0"       |
|      |                    |        |            |
| 33.  | Michał Kwiatkowski | SKY    | + 0"       |
| 116. | Maciej Bodnar      | BOH    | + 0"       |
| 121. | Paweł Poljański    | BOH    | + 0"       |
| DNS  | Rafał Majka        | BOH    | DNS        |

| Poz. | Zawodnik           | Zespół | Czas         |
| ---- | ------------------ | ------ | ------------ |
| 1.   | Chris Froome       | SKY    | 42h 27' 28"  |
| 2.   | Fabio Aru          | AST    | + 18"        |
| 3.   | Romain Bardet      | ALM    | + 51"        |
|      |                    |        |              |
| 59.  | Paweł Poljański    | BOH    | + 49' 19"    |
| 80.  | Michał Kwiatkowski | SKY    | + 58' 27"    |
| 122. | Maciej Bodnar      | BOH    | + 1h 14' 22" |
| -    | Rafał Majka        | BOH    | -            |

### Etap 11 – 12.07: Eymet > Pau, 203,5 km
| Poz. | Zawodnik             | Zespół | Czas       |
| ---- | -------------------- | ------ | ---------- |
| 1.   | Marcel Kittel        | QST    | 4h 34' 27" |
| 2.   | Dylan Groenewegen    | TLJ    | + 0"       |
| 3.   | Edvald Boasson Hagen | DDD    | + 0"       |
|      |                      |        |            |
| 25.  | Michał Kwiatkowski   | SKY    | + 0"       |
| 54.  | Maciej Bodnar        | BOH    | + 0"       |
| 75.  | Paweł Poljański      | BOH    | + 0"       |

| Poz. | Zawodnik           | Zespół | Czas         |
| ---- | ------------------ | ------ | ------------ |
| 1.   | Chris Froome       | SKY    | 42h 27' 28"  |
| 2.   | Fabio Aru          | AST    | + 18"        |
| 3.   | Romain Bardet      | ALM    | + 51"        |
|      |                    |        |              |
| 59.  | Paweł Poljański    | BOH    | + 49' 19"    |
| 80.  | Michał Kwiatkowski | SKY    | + 58' 27"    |
| 122. | Maciej Bodnar      | BOH    | + 1h 14' 22" |

### Etap 12 – 13.07: Pau > Peyragudes, 214,5 km
| Poz. | Zawodnik           | Zespół | Czas       |
| ---- | ------------------ | ------ | ---------- |
| 1.   | Romain Bardet      | ALM    | 5h 49' 38" |
| 2.   | Rigoberto Urán     | CDT    | + 2"       |
| 3.   | Fabio Aru          | AST    | + 2"       |
|      |                    |        |            |
| 60.  | Michał Kwiatkowski | SKY    | + 17' 22"  |
| 104. | Paweł Poljański    | BOH    | + 24' 19"  |
| 171. | Maciej Bodnar      | BOH    | + 34' 46"  |

| Poz. | Zawodnik           | Zespół | Czas         |
| ---- | ------------------ | ------ | ------------ |
| 1.   | Fabio Aru          | AST    | 52h 51' 49"  |
| 2.   | Chris Froome       | SKY    | + 6"         |
| 3.   | Romain Bardet      | ALM    | + 25"        |
|      |                    |        |              |
| 63.  | Paweł Poljański    | BOH    | + 1h 13' 22" |
| 65.  | Michał Kwiatkowski | SKY    | + 1h 15' 33" |
| 134. | Maciej Bodnar      | BOH    | + 1h 48' 52" |

### Etap 13 – 14.07: Saint-Girons > Foix, 101 km
| Poz. | Zawodnik           | Zespół | Czas       |
| ---- | ------------------ | ------ | ---------- |
| 1.   | Warren Barguil     | SUN    | 2h 36' 29" |
| 2.   | Nairo Quintana     | MOV    | + 0"       |
| 3.   | Alberto Contador   | TFS    | + 0"       |
|      |                    |        |            |
| 7.   | Michał Kwiatkowski | SKY    | + 1' 48"   |
| 130. | Maciej Bodnar      | BOH    | + 15' 41"  |
| 159. | Paweł Poljański    | BOH    | + 21' 05"  |

| Poz. | Zawodnik           | Zespół | Czas         |
| ---- | ------------------ | ------ | ------------ |
| 1.   | Fabio Aru          | AST    | 52h 51' 49"  |
| 2.   | Chris Froome       | SKY    | + 6"         |
| 3.   | Romain Bardet      | ALM    | + 25"        |
|      |                    |        |              |
| 55.  | Michał Kwiatkowski | SKY    | + 1h 15' 33" |
| 74.  | Paweł Poljański    | BOH    | + 1h 32' 39" |
| 127. | Maciej Bodnar      | BOH    | + 2h 02' 45" |

### Etap 14 – 15.07: Blagnac > Rodez, 181,5 km
| Poz. | Zawodnik             | Zespół | Czas       |
| ---- | -------------------- | ------ | ---------- |
| 1.   | Michael Matthews     | SUN    | 4h 21' 56" |
| 2.   | Greg Van Avermaet    | BMC    | + 0"       |
| 3.   | Edvald Boasson Hagen | DDD    | + 1"       |
|      |                      |        |            |
| 49.  | Paweł Poljański      | BOH    | + 52"      |
| 77.  | Maciej Bodnar        | BOH    | + 1' 34"   |
| 85.  | Michał Kwiatkowski   | SKY    | + 1' 59"   |

| Poz. | Zawodnik           | Zespół | Czas         |
| ---- | ------------------ | ------ | ------------ |
| 1.   | Chris Froome       | SKY    | 59h 52' 09"  |
| 2.   | Fabio Aru          | AST    | + 18"        |
| 3.   | Romain Bardet      | ALM    | + 23"        |
|      |                    |        |              |
| 52.  | Michał Kwiatkowski | SKY    | + 1h 17' 25" |
| 72.  | Paweł Poljański    | BOH    | + 1h 33' 24" |
| 120. | Maciej Bodnar      | BOH    | + 2h 04' 12" |

### Etap 15 – 16.07: Laissac-Sévérac l’Église > Le Puy-en-Velay, 189,5 km
| Poz. | Zawodnik           | Zespół | Czas       |
| ---- | ------------------ | ------ | ---------- |
| 1.   | Bauke Mollema      | TFS    | 4h 41' 47" |
| 2.   | Diego Ulissi       | UAD    | + 19"      |
| 3.   | Tony Gallopin      | LTS    | + 19"      |
|      |                    |        |            |
| 141. | Paweł Poljański    | BOH    | + 26' 32"  |
| 169. | Michał Kwiatkowski | SKY    | + 26' 32"  |
| 170. | Maciej Bodnar      | BOH    | + 26' 32"  |

| Poz. | Zawodnik           | Zespół | Czas         |
| ---- | ------------------ | ------ | ------------ |
| 1.   | Chris Froome       | SKY    | 64h 40' 21"  |
| 2.   | Fabio Aru          | AST    | + 18"        |
| 3.   | Romain Bardet      | ALM    | + 23"        |
|      |                    |        |              |
| 62.  | Michał Kwiatkowski | SKY    | + 1h 37' 32" |
| 85.  | Paweł Poljański    | BOH    | + 1h 53' 31" |
| 125. | Maciej Bodnar      | BOH    | + 2h 24' 19" |

### Etap 16 – 18.07: Le Puy-en-Velay > Romans-sur-Isère, 165 km
| Poz. | Zawodnik             | Zespół | Czas       |
| ---- | -------------------- | ------ | ---------- |
| 1.   | Michael Matthews     | SUN    | 3h 38' 15" |
| 2.   | Edvald Boasson Hagen | DDD    | + 0"       |
| 3.   | John Degenkolb       | TFS    | + 0"       |
|      |                      |        |            |
| 9.   | Maciej Bodnar        | BOH    | + 0"       |
| 66.  | Paweł Poljański      | BOH    | + 1' 43"   |
| 103. | Michał Kwiatkowski   | SKY    | + 5' 05"   |

| Poz. | Zawodnik           | Zespół | Czas         |
| ---- | ------------------ | ------ | ------------ |
| 1.   | Chris Froome       | SKY    | 68h 18' 36"  |
| 2.   | Fabio Aru          | AST    | + 18"        |
| 3.   | Romain Bardet      | ALM    | + 23"        |
|      |                    |        |              |
| 63.  | Michał Kwiatkowski | SKY    | + 1h 42' 37" |
| 75.  | Paweł Poljański    | BOH    | + 1h 55' 14" |
| 113. | Maciej Bodnar      | BOH    | + 2h 24' 19" |

### Etap 17 – 19.07: La Mure > Serre Chevalier, 183 km
| Poz. | Zawodnik           | Zespół | Czas       |
| ---- | ------------------ | ------ | ---------- |
| 1.   | Primož Roglič      | TLJ    | 5h 07' 41" |
| 2.   | Rigoberto Urán     | CDT    | + 1' 13"   |
| 3.   | Chris Froome       | SKY    | + 1' 13"   |
|      |                    |        |            |
| 47.  | Michał Kwiatkowski | SKY    | + 23' 04"  |
| 60.  | Paweł Poljański    | BOH    | + 28' 46"  |
| 134. | Maciej Bodnar      | BOH    | + 33' 41"  |

| Poz. | Zawodnik           | Zespół | Czas         |
| ---- | ------------------ | ------ | ------------ |
| 1.   | Chris Froome       | SKY    | 73h 27' 26"  |
| 2.   | Rigoberto Urán     | CDT    | + 27"        |
| 3.   | Romain Bardet      | ALM    | + 27"        |
|      |                    |        |              |
| 59.  | Michał Kwiatkowski | SKY    | + 2h 04' 32" |
| 75.  | Paweł Poljański    | BOH    | + 2h 22' 51" |
| 114. | Maciej Bodnar      | BOH    | + 2h 56' 51" |

### Etap 18 – 20.07: Briançon > Col d’Izoard, 179,5 km
| Poz. | Zawodnik           | Zespół | Czas       |
| ---- | ------------------ | ------ | ---------- |
| 1.   | Warren Barguil     | SUN    | 4h 40' 33" |
| 2.   | Darwin Atapuma     | UAD    | + 20"      |
| 3.   | Romain Bardet      | ALM    | + 20"      |
|      |                    |        |            |
| 62.  | Michał Kwiatkowski | SKY    | + 13' 41"  |
| 139. | Paweł Poljański    | BOH    | + 28' 33"  |
| 141. | Maciej Bodnar      | BOH    | + 28' 33"  |

| Poz. | Zawodnik           | Zespół | Czas         |
| ---- | ------------------ | ------ | ------------ |
| 1.   | Chris Froome       | SKY    | 78h 08' 19"  |
| 2.   | Romain Bardet      | ALM    | + 23"        |
| 3.   | Rigoberto Urán     | CDT    | + 29"        |
|      |                    |        |              |
| 58.  | Michał Kwiatkowski | SKY    | + 2h 17' 53" |
| 81.  | Paweł Poljański    | BOH    | + 2h 51' 04" |
| 118. | Maciej Bodnar      | BOH    | + 3h 25' 04" |

### Etap 19 – 21.07: Embrun > Salon-de-Provence, 222,5 km
| Poz. | Zawodnik             | Zespół | Czas       |
| ---- | -------------------- | ------ | ---------- |
| 1.   | Edvald Boasson Hagen | DDD    | 5h 06' 09" |
| 2.   | Nikias Arnat         | SUN    | + 5"       |
| 3.   | Jens Keukeleire      | ORS    | + 17"      |
|      |                      |        |            |
| 25.  | Michał Kwiatkowski   | SKY    | + 12' 27"  |
| 99.  | Paweł Poljański      | BOH    | + 12' 27"  |
| 164. | Maciej Bodnar        | BOH    | + 12' 27"  |

| Poz. | Zawodnik           | Zespół | Czas         |
| ---- | ------------------ | ------ | ------------ |
| 1.   | Chris Froome       | SKY    | 83h 26' 55"  |
| 2.   | Romain Bardet      | ALM    | + 23"        |
| 3.   | Rigoberto Urán     | CDT    | + 29"        |
|      |                    |        |              |
| 58.  | Michał Kwiatkowski | SKY    | + 2h 17' 53" |
| 82.  | Paweł Poljański    | BOH    | + 2h 51' 04" |
| 116. | Maciej Bodnar      | BOH    | + 3h 25' 04" |

### Etap 20 – 22.07: Marsylia > Marsylia, 22,5 km
| Poz. | Zawodnik           | Zespół | Czas     |
| ---- | ------------------ | ------ | -------- |
| 1.   | Maciej Bodnar      | BOH    | 28' 15"  |
| 2.   | Michał Kwiatkowski | SKY    | + 1"     |
| 3.   | Chris Froome       | SKY    | + 6"     |
|      |                    |        |          |
| 88.  | Paweł Poljański    | BOH    | + 2' 44" |

| Poz. | Zawodnik           | Zespół | Czas         |
| ---- | ------------------ | ------ | ------------ |
| 1.   | Chris Froome       | SKY    | 83h 55' 16"  |
| 2.   | Rigoberto Urán     | CDT    | + 54"        |
| 3.   | Romain Bardet      | ALM    | + 2' 20"     |
|      |                    |        |              |
| 57.  | Michał Kwiatkowski | SKY    | + 2h 17' 48" |
| 81.  | Paweł Poljański    | BOH    | + 2h 53' 42" |
| 116. | Maciej Bodnar      | BOH    | + 3h 24' 58" |

### Etap 21 – 23.07: Montgeron > Avenue des Champs-Élysées, 103 km
| Poz. | Zawodnik             | Zespół | Czas       |
| ---- | -------------------- | ------ | ---------- |
| 1.   | Dylan Groenewegen    | TLJ    | 2h 25' 39" |
| 2.   | André Greipel        | LTS    | + 0"       |
| 3.   | Edvald Boasson Hagen | DDD    | + 0"       |
|      |                      |        |            |
| 66.  | Michał Kwiatkowski   | SKY    | + 0"       |
| 81.  | Paweł Poljański      | BOH    | + 0"       |
| 147. | Maciej Bodnar        | BOH    | + 2' 27"   |

| Poz. | Zawodnik           | Zespół | Czas         |
| ---- | ------------------ | ------ | ------------ |
| 1.   | Chris Froome       | SKY    | 86h 20' 55"  |
| 2.   | Rigoberto Urán     | CDT    | + 54"        |
| 3.   | Romain Bardet      | ALM    | + 2' 20"     |
|      |                    |        |              |
| 57.  | Michał Kwiatkowski | SKY    | + 2h 17' 48" |
| 80.  | Paweł Poljański    | BOH    | + 2h 53' 42" |
| 116. | Maciej Bodnar      | BOH    | + 3h 26' 58" |

## Liderzy klasyfikacji po etapach
| Etap                 | Zwycięzca            | Klasyfikacja generalna | Klasyfikacja punktowa | Klasyfikacja górska | Klasyfikacja młodzieżowa | Klasyfikacja drużynowa | Najaktywniejszy kolarz etapu |
| -------------------- | -------------------- | ---------------------- | --------------------- | ------------------- | ------------------------ | ---------------------- | ---------------------------- |
| 1                    | Geraint Thomas       | Geraint Thomas         | Geraint Thomas        | -                   | Stefan Küng              | Team Sky               | -                            |
| 2                    | Marcel Kittel        | Geraint Thomas         | Marcel Kittel         | Taylor Phinney      | Stefan Küng              | Team Sky               | Yoann Offredo                |
| 3                    | Peter Sagan          | Geraint Thomas         | Marcel Kittel         | Nathan Brown        | Pierre Latour            | Team Sky               | Lilian Calmejane             |
| 4                    | Arnaud Démare        | Geraint Thomas         | Arnaud Démare         | Nathan Brown        | Pierre Latour            | Team Sky               | Guillaume Van Keirsbulck     |
| 5                    | Fabio Aru            | Chris Froome           | Arnaud Démare         | Fabio Aru           | Simon Yates              | Team Sky               | Philippe Gilbert             |
| 6                    | Marcel Kittel        | Chris Froome           | Arnaud Démare         | Fabio Aru           | Simon Yates              | Team Sky               | Edvald Boasson Hagen         |
| 7                    | Marcel Kittel        | Chris Froome           | Marcel Kittel         | Fabio Aru           | Simon Yates              | Team Sky               | Dylan Van Baarle             |
| 8                    | Lilian Calmejane     | Chris Froome           | Marcel Kittel         | Lilian Calmejane    | Simon Yates              | Team Sky               | Lilian Calmejane             |
| 9                    | Rigoberto Urán       | Chris Froome           | Marcel Kittel         | Warren Barguil      | Simon Yates              | Team Sky               | Warren Barguil               |
| 10                   | Marcel Kittel        | Chris Froome           | Marcel Kittel         | Warren Barguil      | Simon Yates              | Team Sky               | Elie Gesbert                 |
| 11                   | Marcel Kittel        | Chris Froome           | Marcel Kittel         | Warren Barguil      | Simon Yates              | Team Sky               | Maciej Bodnar                |
| 12                   | Romain Bardet        | Fabio Aru              | Marcel Kittel         | Warren Barguil      | Simon Yates              | Team Sky               | Steve Cummings               |
| 13                   | Warren Barguil       | Fabio Aru              | Marcel Kittel         | Warren Barguil      | Simon Yates              | Team Sky               | Alberto Contador             |
| 14                   | Michael Matthews     | Chris Froome           | Marcel Kittel         | Warren Barguil      | Simon Yates              | Team Sky               | Thomas De Gendt              |
| 15                   | Bauke Mollema        | Chris Froome           | Marcel Kittel         | Warren Barguil      | Simon Yates              | Team Sky               | Bauke Mollema                |
| 16                   | Michael Matthews     | Chris Froome           | Marcel Kittel         | Warren Barguil      | Simon Yates              | Team Sky               | Sylvain Chavanel             |
| 17                   | Primož Roglič        | Chris Froome           | Michael Matthews      | Warren Barguil      | Simon Yates              | Team Sky               | Alberto Contador             |
| 18                   | Warren Barguil       | Chris Froome           | Michael Matthews      | Warren Barguil      | Simon Yates              | Team Sky               | Darwin Atapuma               |
| 19                   | Edvald Boasson Hagen | Chris Froome           | Michael Matthews      | Warren Barguil      | Simon Yates              | Team Sky               | Jens Keukeleire              |
| 20                   | Maciej Bodnar        | Chris Froome           | Michael Matthews      | Warren Barguil      | Simon Yates              | Team Sky               | -                            |
| 21                   | Dylan Groenewegen    | Chris Froome           | Michael Matthews      | Warren Barguil      | Simon Yates              | Team Sky               | -                            |
| Klasyfikacja końcowa | Klasyfikacja końcowa | Chris Froome           | Michael Matthews      | Warren Barguil      | Simon Yates              | Team Sky               | Warren Barguil               |

## Klasyfikacje końcowe

### Klasyfikacja generalna
| M-ce | Zawodnik           | Zespół            | Czas         |
| ---- | ------------------ | ----------------- | ------------ |
| 1.   | Chris Froome       | Team Sky          | 86h 20' 55"  |
| 2.   | Rigoberto Urán     | Cannondale-Drapac | + 54"        |
| 3.   | Romain Bardet      | Ag2r-La Mondiale  | + 2' 20"     |
| 4.   | Mikel Landa        | Team Sky          | + 2' 21"     |
| 5.   | Fabio Aru          | Astana Pro Team   | + 3' 05"     |
| 6.   | Daniel Martin      | Quick-Step Floors | + 4' 42"     |
| 7.   | Simon Yates        | Orica-Scott       | + 6' 14"     |
| 8.   | Louis Meintjes     | UAE Team Emirates | + 8' 20"     |
| 9.   | Alberto Contador   | Trek-Segafredo    | + 8' 49"     |
| 10.  | Warren Barguil     | Team Sunweb       | + 9' 25"     |
|      |                    |                   |              |
| 57.  | Michał Kwiatkowski | Team Sky          | + 2h 17' 48" |
| 80.  | Paweł Poljański    | Bora-Hansgrohe    | + 2h 53' 42" |
| 116. | Maciej Bodnar      | Bora-Hansgrohe    | + 3h 26' 58" |

| M-ce | Zawodnik             | Zespół               | Punkty |
| ---- | -------------------- | -------------------- | ------ |
| 1.   | Michael Matthews     | Team Sunweb          | 370    |
| 2.   | André Greipel        | Lotto Soudal         | 234    |
| 3.   | Edvald Boasson Hagen | Dimension Data       | 220    |
| 4.   | Alexander Kristoff   | Team Katusha-Alpecin | 174    |
| 5.   | Sonny Colbrelli      | Bahrain-Merida       | 168    |
| 6.   | Thomas De Gendt      | Lotto Soudal         | 149    |
| 7.   | Dylan Groenewegen    | Team LottoNL-Jumbo   | 144    |
| 8.   | Chris Froome         | Team Sky             | 133    |
| 9.   | Rigoberto Urán       | Cannondale-Drapac    | 106    |
| 10.  | Daniel Martin        | Quick-Step Floors    | 106    |
|      |                      |                      |        |
| 28.  | Maciej Bodnar        | Bora-Hansgrohe       | 52     |
| 37.  | Michał Kwiatkowski   | Team Sky             | 42     |

| M-ce | Zawodnik           | Zespół             | Punkty |
| ---- | ------------------ | ------------------ | ------ |
| 1.   | Warren Barguil     | Team Sunweb        | 169    |
| 2.   | Primož Roglič      | Team LottoNL-Jumbo | 80     |
| 3.   | Thomas De Gendt    | Lotto Soudal       | 64     |
| 4.   | Darwin Atapuma     | UAE Team Emirates  | 55     |
| 5.   | Chris Froome       | Team Sky           | 51     |
| 6.   | Romain Bardet      | Ag2r-La Mondiale   | 47     |
| 7.   | Mikel Landa        | Team Sky           | 45     |
| 8.   | Bauke Mollema      | Trek-Segafredo     | 37     |
| 9.   | Alberto Contador   | Trek-Segafredo     | 36     |
| 10.  | Serge Pauwels      | Dimension Data     | 32     |
|      |                    |                    |        |
| 28.  | Michał Kwiatkowski | Team Sky           | 10     |

| M-ce | Zawodnik         | Zespół               | Czas         |
| ---- | ---------------- | -------------------- | ------------ |
| 1.   | Simon Yates      | Orica-Scott          | 86h 27' 09"  |
| 2.   | Louis Meintjes   | UAE Team Emirates    | + 2' 06"     |
| 3.   | Emanuel Buchmann | Bora-Hansgrohe       | + 27' 07"    |
| 4.   | Tiesj Benoot     | Lotto Soudal         | + 35' 50"    |
| 5.   | Guillaume Martin | Wanty-Groupe Gobert  | + 47' 38"    |
| 6.   | Lilian Calmejane | Direct Énergie       | + 1h 29' 02" |
| 7.   | Michael Valgren  | Astana Pro Team      | + 2h 19' 22" |
| 8.   | Dylan van Baarle | Cannondale-Drapac    | + 2h 40' 57" |
| 9.   | Stefan Küng      | BMC Racing Team      | + 2h 43' 03" |
| 10.  | Élie Gesbert     | Team Fortuneo-Oscaro | + 2h 48' 59" |

| M-ce | Zespół               | Czas         |
| ---- | -------------------- | ------------ |
| 1.   | Team Sky             | 259h 21' 06" |
| 2.   | Ag2r-La Mondiale     | + 7' 14"     |
| 3.   | Trek-Segafredo       | + 1h 44' 46" |
| 4.   | BMC Racing Team      | + 1h 49' 49" |
| 5.   | Orica-Scott          | + 1h 52' 21" |
| 6.   | Movistar Team        | + 1h 55' 52" |
| 7.   | Cannondale-Drapac    | + 2h 15' 25" |
| 8.   | Team Fortuneo-Oscaro | + 2h 18' 18" |
| 9.   | Lotto Soudal         | + 2h 28' 18" |
| 10.  | Astana Pro Team      | + 2h 28' 39" |

## Zawodnicy, którzy nie ukończyli wyścigu
Na skutek wypadków lub urazów udział w wyścigu zakończyli przed jego ukończeniem m.in. zawodnicy z czołówki klasyfikacji oraz byli i aktualni mistrzowie krajowi m.in.: Mark Cavendish, Arnaud Démare, Ion Izagirre, Rafał Majka, Richie Porte, Geraint Thomas, Alejandro Valverde. Wyścigu nie ukończył także, wskutek dyskwalifikacji, aktualny mistrz świata – Peter Sagan.